# 福拉多·伊利夫斯基

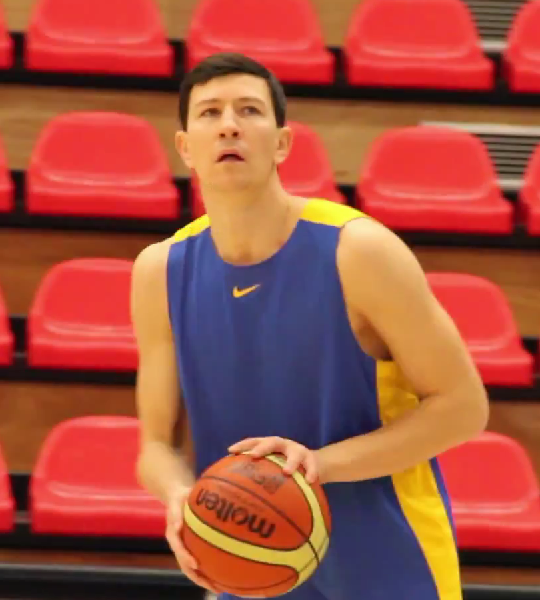
福拉多·伊利夫斯基

福拉多·伊利夫斯基（1980年1月19日—），北馬其頓籃球運動員，現在效力於意大利球隊Orlandina Basket。他也代表北馬其頓國家男子籃球隊參賽。